# Chantajka
Chantajka (ros. Хантайка) – rzeka w Rosji w Kraju Krasnojarskim, prawy dopływ Jeniseju. W środkowym biegu rzeki znajduje się Zbiornik Chantajski i Chantajska Elektrownia Wodna.
Długość rzeki wynosi 174 km. Powierzchnia dorzecza obejmuje 30 700 km². Średni przepływ wody wynosi w około ~595 m³/s w odległości 62 km od ujścia do Jeniseju.
Rzeka zaczyna bieg w górach Putorana.
Dorzecze znajduje się nad północnym kołem podbiegunowym, na obszarze wiecznej zmarzliny.
Zasilana opadami śniegu i deszczu. Zamarza wcześniej i odmarza później od Jeniseju ponieważ zamarza już w październiku a odmarza w pierwszej połowie czerwca
Geograficznie, rzeka znajduje się w Tajmyrskim (Dołgańsko-Nienieckim) Okręgu Autonomicznym. Środkowa część rzeki przepływa przez Zbiornik Chantajski. Rzeka jest żeglowna aż do tamy elektrowni wodnej, która nie jest wyposażona w śluzy, co uniemożlia ruch statków poniżej zapory.